# 6064 Holasovice
6064 Holasovice este o planetă minoră (asteroid), cu un diametru de 4,372 km, din centura de asteroizi. A fost descoperită pe 23 aprilie 1987 la Observatorul Kleť de Antonín Mrkos și a fost numită după Holašovice. 
Obiectul prezintă o orbită caracterizată de o semiaxă mare de 2,2077763 UAi, o excentricitate de 0,0546, o înclinație de 5,36687 ° în raport cu ecliptica.